# Champ (base de données)
Pour les articles homonymes, voir champ.
Un champ est l'information élémentaire d'une base de données, d'un fichier informatique, et plus généralement d'une ressource informatique où existent des termes indexés.
Dans un tableur, lors de la création d’un tableau croisé dynamique, les cellules de la première ligne du tableau de données brutes deviennent les différents champs que l’on peut faire glisser dans l’assistant.
Dans les bases de données, un champ peut être considéré comme étant l'intersection d'une colonne et d'une ligne, c'est-à-dire une valeur particulière dans une colonne telle que l'adresse ou le numéro de téléphone de M. Dupont. Selon la définition, on peut faire une analogie entre la cellule d'une feuille d'un tableur et le champ  défini avec le langage de programmation ou pour le SGBD dans l'ensemble auquel il appartient dans la base de données.
Dans une base de données hiérarchique, l'ensemble de « champs » s'appelle fichier, il est composé d'enregistrements pour un agrégat  de champs définis dans le schéma pour une valeur d'index. Il s'agit de fichiers eux-mêmes définis sur des secteurs de disques physiques.
Dans une base de données relationnelle, cet ensemble s'appelle une table, les tables sont logiquement mise dans le réseau constitué par le schéma (informatique) et portent la signification de l'agrégat des "petits grains" d'information et sont finalement définis sur des fichiers physiques.
Les Bases de données orientée objet sont configurées dans une logique indépendante de la formulation physique du stockage des informations: aussi bien les informations codées pour le « champ » ou « propriété » ou « attribut » caractéristique propre à un objet donné, que les informations d'accessibilité du dit champ.
Dans la programmation orientée objet, un champ (ou attribut) est une propriété d'un objet. Cette propriété a un nom, un type de données et une valeur.
Un champ est aussi une zone de saisie ou d'affichage d'une information dans un formulaire papier ou informatisé.
Voir aussi se rapportant à un champ: 
- Correcteur (informatique),
- Saisie contrôlée (informatique),
- Masque de saisie (saisie de données),
- Schéma conceptuel.